# 자동 경고 시스템

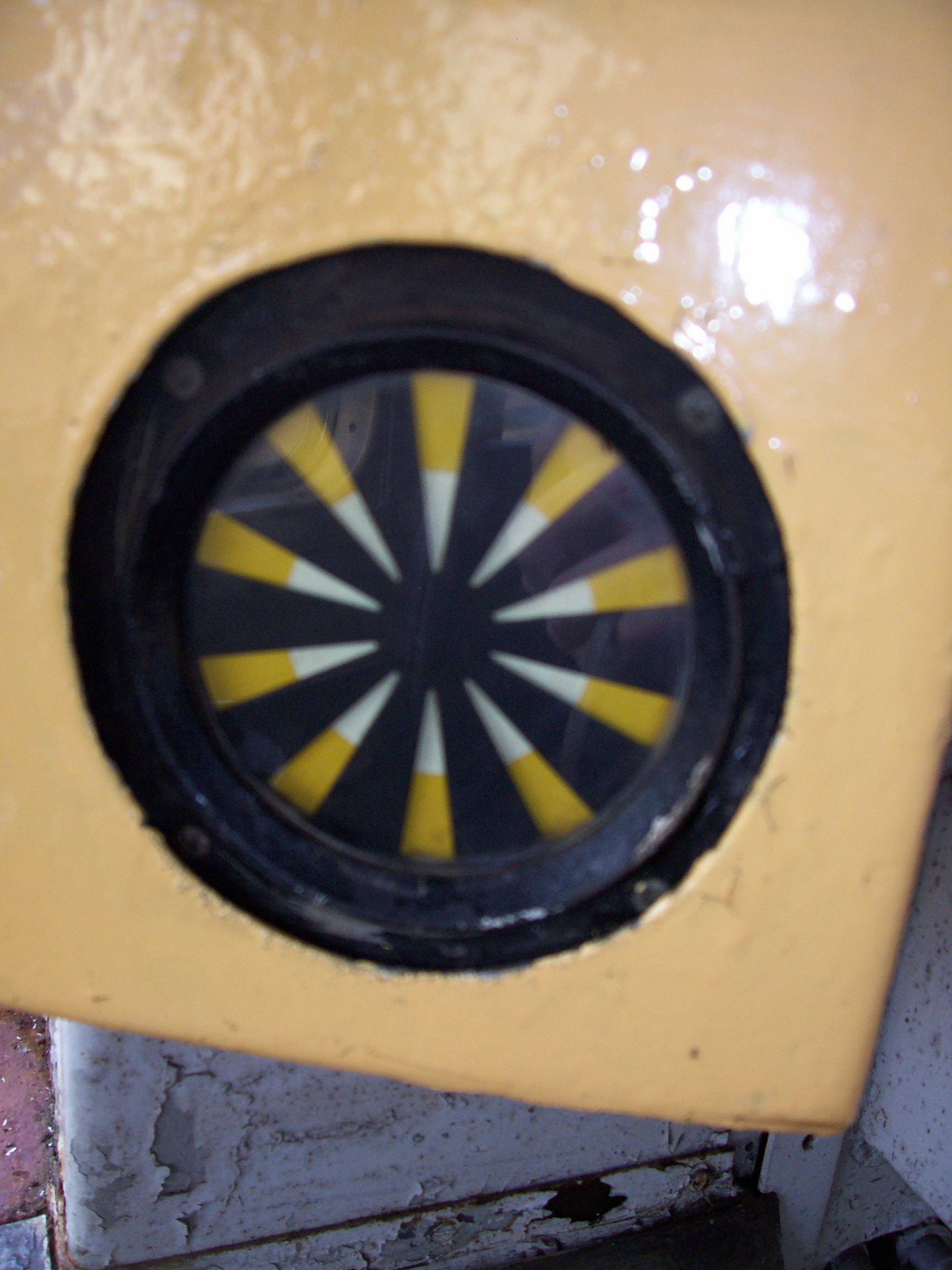
경고 표시를 나타내는 '해바라기'(sunflower) 표시기가 영국 철도 27형 내부의 AWS가 작동됨.

자동 경고 시스템(영어: Automatic Warning System, AWS)은 열차 운전자에게 전방의 신호가 명확(녹색, 진행(Clear)) 인지 아니면 경고(적색, 정지(Warning)) 인지 청각적으로 알려주는 시스템이다. 전방 신호 상태에 따라 자동 경고 시스템은 경고(적색, 정지(Warning)) 표시를 '경적' 소리로, 명확(녹색, 진행(Clear)) 표시를 '벨' 소리로 알려준다. 이 AWS 경고를 열차 운전자가 확인하지 못하면 자동 경고 AWS에서 비상제동을 체결한다. 열차 운전자가 AWS Acknowledge 버튼을 눌러 경고(적색, 정지(Warning)) 표시를 올바르게 확인하였음을 알려주면 전방 신호가 경고(적색, 정지(Warning))였다는 것을 상기시키기 위해 그림과 같이 '해바라기' 모양의 신호가 시각적으로 점멸되어 열차 운전자에게 알려준다.

## 작동 원리

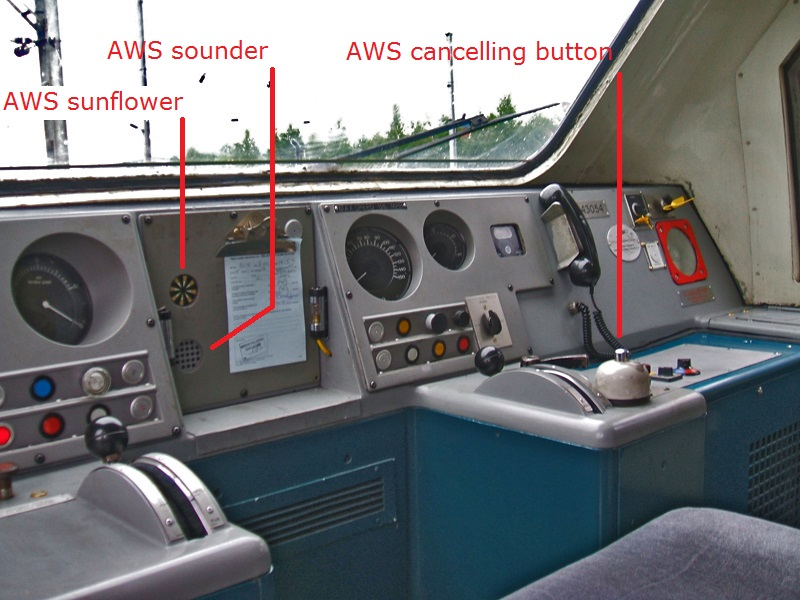
영국 철도 43 운전실에 있는 운전자의 자동 경고 시스템 장비

자동 경고 시스템은 열차 내부에 탑재된 수신기로 자기장을 감지하는 시스템이 기반이 된다. 이런 자기장은 선로에 설치된 영구자석과 전자석으로 구성되는 두 가지 자석에 의해 생성된다. 열차에서 감지한 자기장의 극성(남극, 북극)과 순서(남쪽, 북쪽)에 따라 열차 운전자에게 표시되는 신호의 종류가 결정된다.
'자동 경고 시스템 자석'으로 알려진 자석이 선로 중앙에 설치되며, 자석의 자기장은 다음 신호가 표시하고 있는 신호에 따라 설정된다. 열차는 열차 밑에 설치되어 있는 자동 경고 시스템 수신기를 통해 자기장의 극성을 감지한다.
'자동 경고 시스템 자석'은 영구 자석 1개와 선택적 전자석으로 구성된다. 영구자석은 제어할 수 없는 고정 자석이며, 극성(남극, 북극) 이 변하지 않는 일정한 자기장을 생성한다. 이 자석은 열차가 지나가도 극성이 바뀌지 않는다. 영구자석 위를 달리는 열차는 열차 운전자에게 자동 경고 시스템의 경고(적색, 정지(Warning))신호를 표시한다.
선택적 전자석을 사용하여 열차 운전자에게 자동 경고 시스템의 명확(녹색, 진행(Clear))신호를 표시할 수 있다. 열차의 자동 경고 시스템 수신기가 첫 번째 영구 자석을 감지하고 특정 극성의 두 번째 자기장을 감지하면 자동 경고 시스템은 경고(적색, 정지(Warning))신호 대신 명확(녹색, 진행(Clear))신호를 표시한다. 열차는 영구자석의 극성 다음으로 전자석의 극성을 감지한다. 이는 선택적 전자석이 열차 진행방향으로 영구자석 뒤에 설치되기 때문이다. 전자석은 녹색 신호 표시와 연관되어 있으므로 열차 운전자는 신호가 명확(녹색, 진행(Clear)) 일때만 자동 경고 시스템의 명확(녹색, 진행(Clear))신호를 받는다.
영구자석은 항상 남극을 띈다. 전자석에 전원이 공급되어 북극을 띄는 경우, 자동 경고 시스템은 운전자에게 자동 경고 시스템의 명확(녹색, 진행(Clear))신호를 표시한다.
중련 편성 이상의 열차에는 열차 각 끝에 자동 경고 시스템 수신기가 있다. 혼자 작동할 수 있는 차량(단일 차량 DMU 및 기관차)에는 자동 경고 시스템 수신기가 하나만 있다. 이것은 차량이 이동하는 방향에 따라 전면 또는 후면에 자동 경고 시스템 수신기가 있을 수 있음을 의미한다.
자동 경고 시스템과 관련된 열차 내의 장비는 다음과 같이 구성된다.
- 자동 경고 시스템 수신기 (열차 운전실 밑에 위치한 자기장 감지기)
- 자동 경고 시스템 시각적 표시기 ('해바라기' 라고 알려짐)
- 자동 경고 시스템 청각적 표시기 (두 가지 다른 소리를 생성함. 명확(녹색, 진행(Clear)) 표시음 = 벨, 경고(적색, 정지(Warning)) 표시음 = '경적' 또는 전자 등가물)
- AWS Acknowledge 버튼 (청각적 자동 경고 표시의 경고(적색, 정지(Warning))를 확인하는 데 사용됨. 자동 경고 시스템의 경고(적색, 정지(Warning)) 표시 후 2~3초 이내에 누르지 않으면 비상제동이 체결됨.)[1]
- 자동 경고 시스템 무시(Isolation)/오류 표시기 (자동 경고 시스템이 무시(Isolated)되었거나 오류가 있는 경우 열차 운전자에게 알려주는 시각적 표시기)

### 자동 경고 시스템 실제 사례
이 실제 사례의 극성(남극, 북극)은 영국과 관련이 있다. 영국에서는 남극을 띄는 영구자석을 사용하지만, 다른 국가에서는 북극을 띄는 영구자석을 사용하기도 한다. 자동 경고 시스템의 핵심 원리는 전자석이 영구 자석의 반대극을 띈다는 것에 있다.

#### 자동 경고 시스템의 명확(녹색, 진행(Clear)) 표시 예
열차가 명확 신호(녹색)를 향해 달리고 있을 때열차는 두 개의 자동 경고 시스템 자석 중 영구자석을 먼저 지나고 그 다음 전자석을 지난다. 이때 전자석에 전기가 흐른다. 자동 경고 시스템 수신기는 남극, 북극 순으로 자기장을 감지한다. 여기서 영구자석은 남극을, 전자석은 북극을 띈다. 이 순서는 열차 운전자에게 자동 경고 시스템의 명확(녹색, 진행(Clear)) 신호를 표시한다.

#### 자동 경고 시스템의 경고(적색, 정지(Warning)) 표시 예
열차가 주의(황색, 주의(Caution))를 나타내는 신호를 달리고 있을 때열차는 자동 경고 시스템의 두 자석 중 영구 자석을 지난 다음 전자석 위를 지난다. 이 때 전자석에 전원이 공급되지 않는다. 자동 경고 시스템 수신기는 남극 하나의 자기장만 감지한다. 이는 전자석에 전원이 공급되지 않았기 때문이다. 이렇게 하면 전자석이 자동 경고 시스템 수신기에 탐지되지 않는다. 이 남극은 운전자에게 자동 경고 시스템 경고(적색, 정지(Warning)) 신호를 표시한다.

### 신호에서의 자동 경고 시스템
열차가 신호에 도달하면 자동 경고 시스템 자석을 통과한다. 이때 열차 운전석에 있는 자동 경고 시스템 시각적 표시기 ('해바라기')가 전부 검은색 으로 바뀐다. 열차가 접근 중인 신호가 명확(녹색, 진행(Clear)) 신호를 표시하고 있는 경우, 자동 경고 시스템은 종(최신 열차에서는 독특한 '핑' 소리를 내는 전자 음향기 이기도 함) 을 울리고 '해바라기'를 계속 검은색으로 둔다. 이 자동 경고 시스템의 명확(녹색, 진행(Clear)) 신호를 통해 열차 운전자는 다음 신호가 명확(녹색, 진행(Clear))을 표시하고, 자동 경고 시스템이 정상 작동 중임을 알 수 있다.
다음 신호가 주의(황색, 주의(Caution)) 또는 경고(적색, 정지(Warning))를 표시하는 경우 자동 경고 시스템 청각적 표시기가 경보를 울린다. 이때 열차 운전자는 약 2초 동안 자동 경고 시스템 Acknowledge 버튼을 눌렀다가 때야 한다(열차 운전자가 Acknowledge 버튼을 계속 누르고 있으면  전송되지 않는다). 자동 경고 시스템 Acknowledge 버튼을 누르면 자동 경고 시스템 청각적 표시기가 꺼지고 자동 경고 시스템 시각적 표시기가 검은색과 노란색 스포크 패턴(해바라기 모양) 으로 바뀐다. 이 해바라기 모양 패턴은 다음 자동 경고 시스템 자석까지 지속되고, 이는 열차가 제한적인 신호 표시를 통과했다는 것을 운전자에게 상기시킨다.
안전장치로서, 운전자가 제 시간에 제한적인 신호를 보고 자동 경고 시스템 Acknowledge 버튼을 누르지 않으면 비상제동이 체결되어 열차가 정지한다. 비상제동이 체결되어 열차가 정지한 후 열차 운전자는 자동 경고 시스템 Acknowledge 버튼을 누를 수 있게 되며, 안전 제한 시간 경과 후 비상제동이 해제된다.

### 속도 경고를 위한 자동 경고 시스템
자동 경고 시스템은 열차 제동 거리 내에 자동 경고 시스템 자석이 있다는 점을 제외하면 열차 신호 시스템과 동일한 방식으로 작동한다. 단일 고정 자석은 항상 열차 운전자에게 주의(황색, 주의(Caution)) 신호를 표시하며, 운전자는 비상제동 체결을 방지하기 위해 이를 인지해야 한다. 선로 측면 경고판 또한 운전자에게 전방의 제한속도 사항을 알려준다.

### 한계점
- 자동 경고 시스템에는 명확(녹색, 진행(Clear)), 경고(적색, 정지(Warning)) 두 가지 표시상태만 있다. 경고(적색, 정지(Warning)) 신호의 경우 자동 경고 시스템은 경고 이유에 대한 추가 정보를 제공하지 않는다. 그러므로 열차 운전자가 주변을 관찰하고 경고 표시의 이유를 판단하는 것은 중요하다.

- 자동 경고 시스템 경고(적색, 정지(Warning)) 신호 표시는 운전자가 자동 경고 시스템 Acknowledge 버튼을 눌러야 한다. 붐비는 철도의 열차 운전자는 하루종일 수백 가지의 자동 경고 시스템 경고(적색, 정지(Warning)) 표시를 인지하면서 달릴 수 있다. 지속적으로 자동 경고 시스템의 경고(적색, 정지(Warning)) 표시를 확인(Acknowledging)하면 열차 운전자가 제시간에 적절한 조치를 취하지 못할 수 있다. 이는 수많은 치명적인 사고로 이어졌다.  .

- 자동 경고 시스템이 잘못된 쪽 오류(Wrong-Side Failure)를 만들 수 있으며, 열차 운전자에게 경고(적색, 정지(Warning)) 표시 대신 표시가 없는 신호나 명확(녹색, 진행(Clear)) 신호가 표시될 수 있다. 안내서에도 "자동 경고 시스템은 열차 운전자가 선로 측면신호 및 표시기를 관찰하고 준수해야 하는 책임을 제외하지 않는다." 라고 말 하고 있다.[1]

- 정지 신호(적색, 경고(Warning))에 대한 특별한 처리 또한 없다. 열차 운전자는 자동 경고 시스템의 경고(적색, 정지(Warning))신호를 확인하고 여전히 경고(적색, 정지(Warning))를 통과할 수 있다.(Signal Passed At Danger, SPAD). 열차 보호 및 경고 시스템(Train Protection & Warning System, TPWS) 과 같은 다른 보호 시스템 또한 이런 한계를 극복할 수 있다.